# Jimmy Cisterna
Jimmy Andrés Cisterna Moya (Viña del Mar, V Región de Valparaíso, Chile, 5 de abril de 1993) es un futbolista chileno. Juega de mediocampista por el costado derecho y su equipo actual es Deportes Recoleta de la Primera B de Chile.  Es el jugador más bajo de toda la división de honor del fútbol chileno.

## Trayectoria
Formado en las divisiones inferiores de Santiago Wanderers desde los catorce años, fue subido al primer equipo caturro por Ivo Basay en la Copa Chile 2012/13 debutando como titular en la derrota de su equipo frente a Santiago Morning. Desde su partido debut continúo siendo una alternativa para el cuadro porteño participando en los últimos partidos del Clausura 2012 y durante el Clausura 2014 tomaría más regularidad después de haber ganado el Clausura 2013 a nivel sub-19, siendo una de las grandes figuras de aquel equipo.
Después del Apertura 2014, donde sería una de las alternativas recurrentes en el subcampeonato de su equipo, tendría intermitentes actuaciones debido a constantes lesiones lo que no lo dejarían consolidarse con los porteños pese a tener buenas actuaciones.
En agosto de 207, fue anunciado como nuevo jugador de Unión San Felipe de la Primera B chilena. En 2021, se anunció su contratación por Deportes Temuco de la misma división. Tras dos temporadas en el conjunto albiverde, en noviembre de 2022 se anuncia su fichaje como jugador de San Marcos de Arica para la temporada 2023.

## Estadísticas

### Clubes
| Club                       | Div.          | Temporada     | Liga  | Liga  | Copas nacionales | Copas nacionales | Torneos internacionales | Torneos internacionales | Total | Total |
| Club                       | Div.          | Temporada     | Part. | Goles | Part.            | Goles            | Part.                   | Goles                   | Part. | Goles |
| -------------------------- | ------------- | ------------- | ----- | ----- | ---------------- | ---------------- | ----------------------- | ----------------------- | ----- | ----- |
| Santiago Wanderers · Chile | 1ª            | 2012          | 3     | 0     | 2                | 0                | —                       | —                       | 5     | 0     |
| Santiago Wanderers · Chile | 1ª            | 2013          | 3     | 0     | —                | —                | —                       | —                       | 3     | 0     |
| Santiago Wanderers · Chile | 1ª            | 2013-14       | 8     | 0     | 1                | 0                | —                       | —                       | 9     | 0     |
| Santiago Wanderers · Chile | 1ª            | 2014-15       | 12    | 0     | 7                | 1                | —                       | —                       | 19    | 1     |
| Santiago Wanderers · Chile | 1ª            | 2015-16       | 6     | 0     | —                | —                | —                       | —                       | 6     | 0     |
| Santiago Wanderers · Chile | 1ª            | 2016-17       | 3     | 0     | 1                | 0                | —                       | —                       | 4     | 0     |
| Santiago Wanderers · Chile | Total club    | Total club    | 35    | 0     | 11               | 1                | 0                       | 0                       | 46    | 1     |
| Unión San Felipe · Chile   | 2ª            | 2017          | 7     | 1     | 1                | 0                | —                       | —                       | 8     | 1     |
| Unión San Felipe · Chile   | Total club    | Total club    | 7     | 1     | 1                | 0                | 0                       | 0                       | 8     | 1     |
| Total carrera              | Total carrera | Total carrera | 42    | 1     | 12               | 1                | 0                       | 0                       | 54    | 2     |
| 1. 2.                      |               |               |       |       |                  |                  |                         |                         |       |       |